# Charter Oak (Iowa)
Charter Oak és una població dels Estats Units a l'estat d'Iowa. Segons el cens del 2000 tenia 530 habitants.

## Demografia
Segons el cens del 2000, Charter Oak tenia 530 habitants, 245 habitatges, i 149 famílies. La densitat de població era de 417,6 habitants per km².
Dels 245 habitatges en un 24,9% hi vivien nens de menys de 18 anys, en un 53,9% hi vivien parelles casades, en un 4,9% dones solteres, i en un 38,8% no eren unitats familiars. En el 37,6% dels habitatges hi vivien persones soles el 23,3% de les quals corresponia a persones de 65 anys o més que vivien soles. El nombre mitjà de persones vivint en cada habitatge era de 2,16 i el nombre mitjà de persones que vivien en cada família era de 2,83.
Per edats la població es repartia de la següent manera: un 23% tenia menys de 18 anys, un 5,7% entre 18 i 24, un 24,7% entre 25 i 44, un 22,6% de 45 a 60 i un 24% 65 anys o més.
L'edat mediana era de 42 anys. Per cada 100 dones de 18 o més anys hi havia 91,5 homes.
La renda mediana per habitatge era de 33.482 $ i la renda mediana per família de 40.781 $. Els homes tenien una renda mediana de 26.838 $ mentre que les dones 19.712 $. La renda per capita de la població era de 16.583 $. Entorn del 3,1% de les famílies i el 5,5% de la població estaven per davall del llindar de pobresa.

## Poblacions més properes
El següent diagrama mostra les poblacions més properes.